# James McCahery
James McCahery, né en 1934 et mort en 1995, est un écrivain américain, auteur de roman policier.

## Biographie
En 1990, il publie Grave Undertaking pour lequel il est lauréat du prix Anthony 1991 du meilleur livre de poche original.

## Œuvre

### Romans

#### SérieLavina London
- Grave Undertaking (1990)
- What Evil Lurks (1995)

### Recueil de nouvelles
- Murder Most Merry (1994) (avec Garrison Allen, Barbara Block, Toni L.P. Kelner, J. Dayne Lamb et J. F. Trainor)

## Prix et distinctions

### Prix
- Prix Anthony 1991 du meilleur livre de poche original pour Grave Undertaking[1]